# Hermann II. (Rüdenberg)
Hermann II. († um 1246) war ein Edelherr aus dem Geschlecht der Rüdenberger mit Hauptsitz auf der Rüdenburg bei Rüthen und Burggraf von Stromberg.

## Leben
Er war Sohn von Konrad I. von Rüdenberg und der Mutter Gisela von Stromberg. Hermann II. und sein Bruder Heinrich I. teilten den ererbten Besitz unter sich auf. Heinrich bekam die von der Mutter in die Familie eingebrachten Besitzungen und damit die Burggrafschaft von Stromberg. Hermann erhielt die eigentlichen Rüdenberger Güter und den Hauptsitz auf der Rüdenburg bei Rüden. Er führte zeitweise aber auch den Titel eines Burggrafen von Stromberg, war dort aber wohl nur selten anwesend. Da er die Burggrafschaft vererbte, musste sie irgendwann an ihn gefallen sein.
Er war insbesondere rund um Arnsberg reich begütert. Einen Großteil seiner Besitzungen hatte er von den Kölner Erzbischöfen zu Lehen. Der Name seiner Frau ist nicht überliefert. Sein Sohn Konrad II. war sein Erbe. Seine Tochter Agnes heiratete Graf Gottfried II. von Arnsberg, der seine Residenz auf der der Rüdenburg gegenüber liegenden Burg Arnsberg hatte. Diese Verbindung wird so gedeutet, dass die Grafen die Rüdenberger, die eine frühere Nebenlinie ihrer Familie darstellten, als ebenbürtig ansahen. Ein Sohn, vermutlich Werner mit Namen, war Propst des Mindener Domkapitels. Die Tochter Alheid war Äbtissin des Klosters Herzebrock.
Hermann wird zwischen 1177 und 1246 urkundlich vielfach erwähnt. Er erscheint bei den meisten wichtigen Abmachungen in der Region und war einer der bedeutendsten erzbischöflichen Lehnsmänner. An den Fehden der damaligen Zeit scheint er sich dagegen kaum beteiligt zu haben.
Das erste Mal taucht er zusammen mit seinem Bruder 1177 anlässlich seiner Belehnung mit Stromberg auf. Vielfach taucht er als Zeuge bei Geschäften und Schenkungen kölnischer Erzbischöfe auf. Das erste Mal war dies 1182 für Erzbischof Philipp im Zusammenhang von Grundstückskäufen im Zusammenhang mit dem Kloster Liesborn der Fall. Er selbst übertrug 1185 zusammen mit seinem Bruder 1185 den Zehnten des Gutes in Rumbeck dem Kloster Wedinghausen. Er war Zeuge, als 1185 Graf Gottfried II. von Arnsberg zum Gedenken an seinen Sieg an der Echthauser Brücke über fünf Grafen dem Kloster Scheda Weide- und Fischereirechte bei Wickede schenkte. Im Jahr 1197 verzichtete er auf den Zehnten eines Hofes zu Gunsten des neuen Klosters Rumbeck zu Händen des Kölner Erzbischofs Adolf. Er war zugegen, als 1200 der Erzbischof die Schenkung der Kirche in Werl durch die Grafen Gottfried und Heinrich von Arnsberg bestätigte. Durch die Gründung der Stadt Rüthen durch die Erzbischöfe von Köln hatten die Brüder Herrmann und Heinrich von Rüdenberg Einkünfte aus ihrer villa Rüden (heute Altenrüthen) eingebüßt. Dafür sagte ihnen der Erzbischof 1202 Entschädigungen zu. Hermann war 1207 anwesend, als Graf Heinrich II. einen Streit zwischen dem Stifte Meschede, dem Kloster Wedinghausen und der Stadt Arnsberg um die Markenrechte des Hofes Wetter (bei Arnsberg) schlichtete. Auch bei einem ähnlichen Konflikt 1212 zwischen dem Kloster Oelinghausen und den Genossen der Herdringer Mark war er dabei. Im Jahr 1219 war er einer der Zeugen, als Erzbischof Engelbert der Stadt Medebach das Stadtrecht und dem Propst zu Küstelberg das Patronatsrecht für die Kirche in Medebach verlieh. Im Jahr 1221 wird zum ersten Mal sein Sohn Conrad urkundlich mit ihm zusammen genannt. Im Jahr 1231 verzichtete Hermann zu Gunsten Erzbischofs Heinrich auf seine Zehntrechte in Lenole, Oeventrop, Dinschede und Glösingen zu Gunsten des Klosters Wedinghausen. Im selben Jahr war er dabei, als Adolf von Waldeck auf seinen Anspruch auf das Patronatsrecht in Medebach verzichtete. Im Jahr 1233 verzichtete er auch auf den Zehnten eines Hofes zu Gunsten des Klosters Rumbeck. Er war 1238 Bürge für die Verpflichtungen Gottfrieds III. von Arnsberg zu Gunsten von Erzbischof Konrad. Zum letzten Mal erscheint er 1246 in einer Urkunde des Grafen Gottfried.
Die Urkunden, in denen Hermann genannt wird, stammen aus einem Zeitraum von 69 Jahren. In dieser Zeit hat er acht Kölner Erzbischöfen gedient.